# Мастерская реставрации небывалых ощущений
Мастерская реставрации небывалых ощущений (NSRD или Мастерская; латыш. Nebijušu sajūtu restaurēšanas darbnīca) — латвийское творческое объединение. Мастерская была известна как группа экспериментальной музыки. Основатели Мастерской теоретик архитектуры Хардийс Лединьш (LV:Hardijs Lediņš) и художник и поэт Юрис Бойко (LV:Juris Boiko). Мастерская активно работала в период с 1982 по 1989 год. Участниками Мастерской были Имант Жоджикс, Айгар Спаранс, Ингуна Чернова, Мартиньш Руткис, Виестур Слава, Ингус Баушкениекс, Леонард Лагановскис, Нил Иле, Иева Акуратере, Роберт Гобзиньш, Дайга Мазверсите, Эдите Баушкениеце, Раймонда Ваздика и многие другие.

## Дискография
- Invalīdu tramvajs (1983)
- Medicīna un māksla (1985)
- Kuncendorfs un Osendovskis (1984)
- Vējš vītolos (music for performance) (1986)
- Faktu vispār nav (1987)
- Dr. Enesera binokulāro deju kursi (1987)
- 30/15 (1988)
- Neskaties (1988)
- Ieva Akurātere un NSRD (1989)
- Sarkanie rakordi (1989)
- Viegli 3 mana sirds (1992, unreleased)
- NSRD labākās dziesmas (1982–2002) (2002)
- Dziesmas neuzrakstītai lugai (2003, posthumously released in 2006)